# Sterrenwacht van Byurakan
De sterrenwacht van Byurakan,  Armenië, ligt op de zuidhelling van de vulkaan Aragats in het dorp Byurakan, op 1500 m boven zeeniveau.
Het observatorium is in het bezit van en wordt beheerd door de Armeense Nationale Academie van Wetenschappen.

## Geschiedenis
Het observatorium is gebouwd is 1946 onder leiding van Viktor Hambartsoemian en was een van de belangrijkste astronomische centra van de Sovjet-Unie. Het centrale gebouw, de koepels, en het hotel zijn ontworpen door de architect Samvel Safarian. Hambartsoemian was directeur van het observatorium tot 1988. Hij werd opgevolgd door E.Ye. Khachikian, H.A. Harutyunian, en A.R. Petrosian.

## Instrumenten
De belangrijkste telescoop van het observatorium is een 2,6-m Cassegraintelescoop. Ook is er een 1-m Schmidt-telescoop en zijn er enkele kleinere telescopen.

## Ontdekkingen
Waarnemingen van de sterrenwacht van Byurakan toonden in 1947 het bestaan aan van sterassociaties. Verder zijn er meer dan 1000 vlamsterren, en vele supernova's, Herbig-Haro objecten, cometaire nevels en sterrenstelsels ontdekt. Na het uiteenvallen van de Sovjet-Unie kreeg het observatorium problemen.
Waarnemingen met de Schmidt-telescoop onder leiding van Benjamin Markarian resulteerden vanaf 1967 in de ontdekking van 1500 sterrenstelsels met ongewoon sterke emissie in het ultraviolet, die bekend zijn als de Markarian-sterrenstelsels (de Mrk catalogus). Vanaf 1978 werd gezocht naar quasars, sterrenstelsels met emissielijnen in hun spectra, en naar stelsels met een dergelijke emissie in het ultraviolet.